# Васильєв Василь Володимирович
Васи́льєв Васи́ль Володи́мирович (14 лютого 1898, Одеса — 15 лютого 1987, Київ) — український актор музичної комедії, відомий за виступами в Київському театрі оперети. Заслужений артист УРСР (1943).

## Життєпис
Народився 14 лютого 1898 року в Одесі.
Працював у Київському театрі музичної комедії (згодом театр оперети) (1937—1962). У 1943 році йому присвоїли звання Заслуженого артиста УРСР.
Був прекрасним коміком. Його колегами були відомі артисти оперети: В. Новинська, Г. Лойко, М. Блащук, Н. Анникова, Д. Шевцов та ін.
У 1963—1971 — викладач студії при Київському театрі оперети.
Пішов з життя у Києві 15 лютого 1987.

## Ролі
у театрі
- Попандопуло, Яшка («Весілля в Малинівці» О. Рябова)
- Попович («Сорочинський ярмарок» О. Рябова)
- Зупан («Циганський барон» Й. Штрауса)
- Якосука («Королева чардаша» І. Кальмана)
- Філіп («Вільний вітер» І. Дунаєвського)
- Вундервуд («Поцілунок Чаніти» Ю. Мілютіна)
- Старий ковбой («Роз-Марі» Р. Фрімля)[1]

у кіно
- Один із скоморохів («Нестерка», 1955)